# 巨果槭
巨果槭（学名：Acer thomsonii）为槭树科槭属下的一个种。

## 扩展阅读
- 維基物種上的相關：巨果槭